# DNA-barcoding

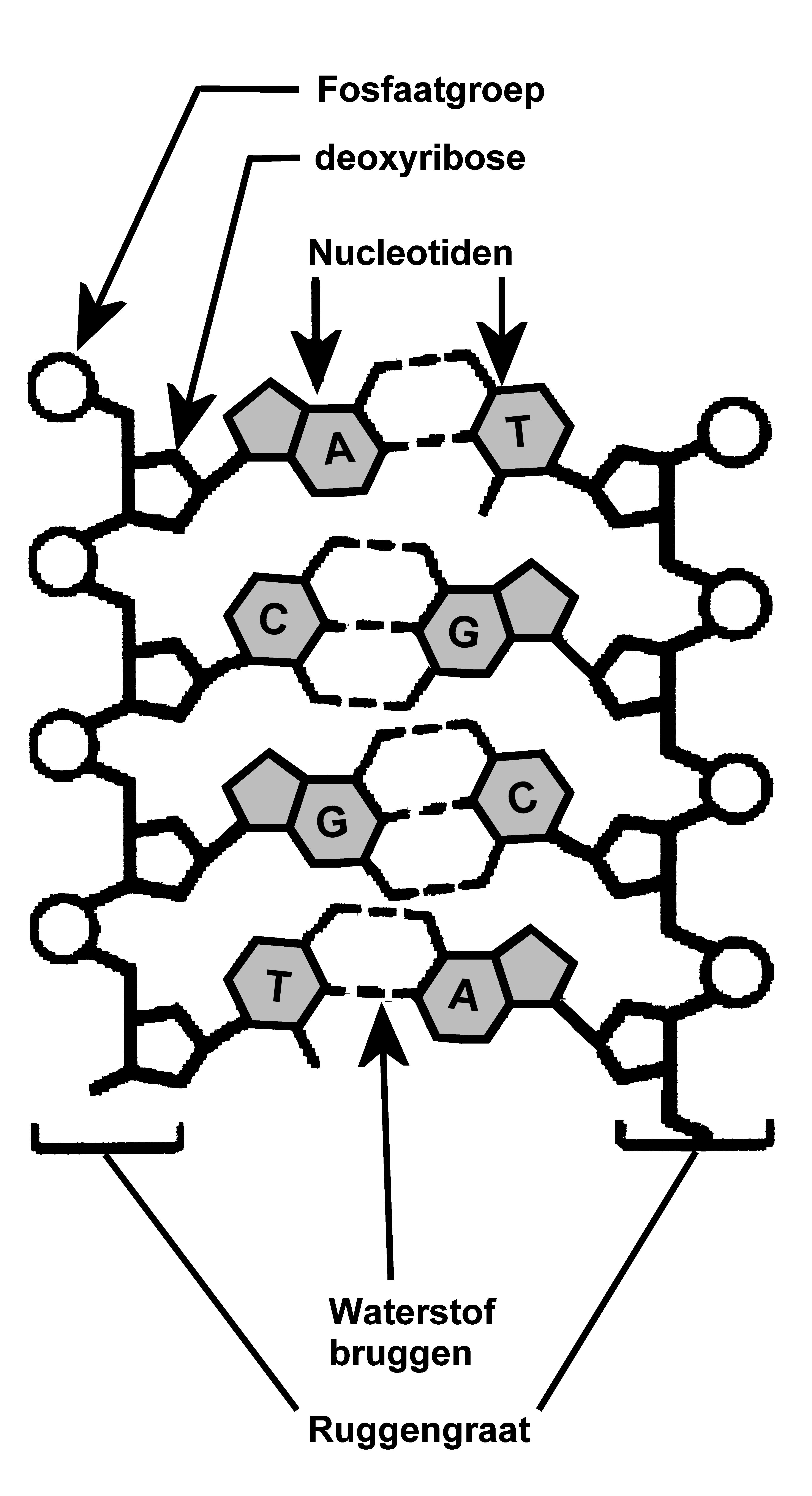
DNA-structuur

DNA-barcoding is een taxonomische methode die aan de hand van korte genetische merkers uit het DNA soorten identificeert (determineert). Voor veel organismen komen deze merkers uit mitochondriaal DNA (mtDNA), terwijl voor planten de belangrijkste merkers uit het chloroplast-DNA (cpDNA) gehaald worden. 
De meeste eukaryote organismen bevatten mitochondria, dus is er voor dieren en veel andere eukaryoten maar één universele methode nodig om soorten te determineren. Bovendien vertoont het mtDNA een snelle mutatiesnelheid, zodat er voldoende verschillen en dus onderscheidingscriteria tussen soorten te vinden zijn. 
Voor planten ligt dit iets moeilijker, een enkele merker is doorgaans niet genoeg, en daarom worden bij planten naast de chloroplastmerkers ook nog andere merkers uit DNA van de celkern of uit de ribosomen gebruikt.
Voor DNA-barcoding bij dieren wordt algemeen het CO1-gen of "cytochroom c oxidase subunit1"-gen gebruikt. Bij planten zijn de 2 belangrijkste merkers matK en rbcL, en wordt als aanvulling bijvoorbeeld ITS gebruikt.

## Nederland
Naturalis bepaalt de DNA-barcode van zoveel mogelijk Nederlandse planten, dieren en schimmels met als doel een collectie op te bouwen van correct geïdentificeerde soorten met hun DNA barcodes. Per soort wordt van ten minste drie exemplaren de DNA-barcode bepaald.